# Nunzio Rotondo
Nunzio Rotondo (* 11. Dezember 1924 in Palestrina; † 15. September 2009 in Rom) war ein italienischer Jazztrompeter, der auch als Komponist und Hörfunkmoderator hervorgetreten ist.

## Leben und Wirken
Rotondo, der aus einer musikalischen Familie stammt, erhielt ab dem Alter von sechs Jahren Klavierunterricht; mit neun Jahren wechselte er zur Trompete. Nach dem Krieg besuchte er das Konservatorium in Rom. Im Jahre 1949 gründete Rotondo mit Carlo Lofredo, Carlo Pes und weiteren Musikern das Hot Club Rome Sextet als Band, die stilistisch dem Swing verpflichtet war. Im gleichen Jahr begleite er mit diesem Sextett Louis Armstrong. Bald aber entwickelte er seine Spielweise weiter in Richtung Bebop und wurde so zum italienischen Pionier dieses neuen Stils. In dieser Funktion trat er 1952 beim Salon du Jazz in Paris auf und wurde so auch einem internationalen Publikum bekannt. In den späten 1950er Jahren spielte er für eine Europatournee im Orchester von Lionel Hampton. 1958 wurde er beim Jazzfestival in Rom als bester Jazzmusiker Italiens geehrt.
Zu Beginn der 1960er Jahre zog sich Rotondo vom Konzertbetrieb zurück und arbeitete fast ausschließlich als Studiomusiker mit eigenem Quartett bei der RAI. Die entsprechenden Aufnahmen präsentierte er in launigen Ansagen zusammen mit modernen amerikanischen Jazzklassikern in seiner Radiosendung Appuntamento con Nunzio Rotondo, die in den italienischen Jazzkreisen Kultstatus genoss. Daneben trat er 1965 auch mit Albert Mangelsdorff, Martial Solal und Niels-Henning Ørsted Pedersen und großem Orchester auf.
Ab 1969 kehrte er mit einem neuen Quintett, unter anderen mit dem Saxophonisten Enzo Scoppa, dem Pianisten Franco D’Andrea, dem Bassisten Bruno Tommaso bzw. Dodo Goya und dem Drummer Bruno Biriaco, nochmals auf die Live-Szene zurück (so trat er mit dieser Formation beim Montreux Jazz Festival 1969 auf), verlegte sich in späteren Jahren aber wieder ganz auf die Studioarbeit.

### Lexikalische Einträge
- Autori Vari (a cura di Gino Castaldo), Dizionario della canzone italiana, editore Armando Curcio (1990); alla voce Rotondo Nunzio
- Philippe Carles, André Clergeat, Jean-Louis Comolli: Nouvelle dictionnaire du jazz. Paris 2011; ISBN 9782221-115923